# Ogcocephalus corniger
Ogcocephalus corniger är en fiskart som beskrevs av Bradbury, 1980. Ogcocephalus corniger ingår i släktet Ogcocephalus och familjen Ogcocephalidae. Inga underarter finns listade i Catalogue of Life.